# Very best II
『Very best II』（ベリー・ベスト ツー）は、V6の2枚目のベスト・アルバム。2006年8月2日にavex traxから発売された。

## 概要
オリジナルアルバムとしては前作『musicmind』からおよそ9か月、ベスト・アルバムとしては前作『Very best』からはおよそ5年半ぶりのリリースである。
全形態共通のDISC-1に17枚目のシングル『CHANGE THE WORLD』以降のシングルのA面曲をすべて収録している。その全形態に共通するCDは、全15曲タイアップ付き。
限定生産盤A（CD+特典CD1+応募特典DVD A）と限定生産盤B（CD+特典CD2+応募特典DVD B）、永続盤（CD+特典CD3）の3形態でリリースされる。なお、各形態のDISC-2は9曲目以降の楽曲が異なっており、限定生産盤Aは、20th Century、Coming Centuryとしての楽曲+「グッデイ!!」の新録、限定生産盤Bは別々の組み合わせで歌った楽曲+「CHANGE THE WORLD」の新録、永続盤はV6としての楽曲+新曲「Train」「タイムカプセル」が収録された。
アルバム発売を記念して、『V6のオールナイトニッポン』公開収録が行われた。
オリコンアルバムチャートで1位を獲得。嵐のシングル『アオゾラペダル』と同日に発売された。この週のオリコンチャートではシングル1位が『アオゾラペダル』、アルバム1位が本作という結果になり、ジャニーズアーティストがシングル・アルバム共に首位を獲得した結果になった。
レンタル用はコピーコントロールCDで、帯は白。ちなみに通常CDの帯は黒。
全シングルは原曲バージョン収録。

## 応募特典
- 応募抽選特典（3形態共通）
  - メンバープロデュース『Very best II』オリジナルグッズを抽選で600人にプレゼント。
- 応募特典DVD A（限定生産盤A）
  - テレビ朝日系列『ミュージックステーション V6スペシャルDVD』を応募者全員にプレゼント。
- 応募特典DVD B（限定生産盤B）
  - V6スペシャルDVD『それぞれの空 -DRAMA STORY CLIP-』DVDを応募者全員にプレゼント。

## 収録曲
※はアルバム初収録曲。※※はシングルバージョンアルバム初収録曲。現存曲の解説はそのページを参照。

### DISC 1
1. CHANGE THE WORLD
作詞：松本理恵、作曲：渡辺未来、編曲：上野圭市
  - 17thシングル
2. 愛のMelody※※
作詞・作曲：オオヤギヒロオ、編曲：武藤良明
  - 18thシングル
3. キセキのはじまり
作詞：黒須チヒロ、作曲：菊池一仁、編曲：CHOKKAKU
  - 19thシングルの1曲目
4. 出せない手紙
作詞：セキヤヒサシ、作曲・編曲：PIPELINE PROJECT
  - 20thシングル
5. Feel your breeze
作詞：村野直球、作曲：宮崎歩、編曲：鈴木健治
  - 21stシングルの1曲目
6. one（Japanese version）- V6 feat.Shoo（S.E.S.）
作詞：上田起氏、作曲・編曲：鈴木健治
  - 21stシングルの2曲目
7. メジルシの記憶
作詞：S.O.S・小林夏海、作曲・編曲：山口寛雄
  - 22ndシングル
8. Darling
作詞：MIZUE、作曲：TSUKASA、編曲：本間昭光
  - 23rdシングル
9. COSMIC RESCUE
作詞：篠崎隆一、作曲：関淳二郎、編曲：h-wonder
  - 24thシングルの1曲目
10. 強くなれ
作詞・作曲：giris talk(mavie･mayu)、編曲：久米康隆
  - 24thシングルの2曲目
11. ありがとうのうた
作詞：A.S.Z.project、作曲：日比野元気、編曲：K-Muto
  - 25thシングル
12. サンダーバード-your voice-
作詞：motsu、作曲：RAM RIDER、編曲：RAM RIDER CREW・鈴木雅也
  - 26thシングル
13. UTAO-UTAO
作詞：御徒町凧、作曲：HIKARI、編曲：シライシ沙トリ
  - 27thシングル
14. Orange※※
作詞・作曲・編曲：HIKARI
  - 28thシングル
15. グッデイ!!※
作詞・作曲・編曲：コモリタミノル
  - 29thシングル

### DISC 2

#### 永続盤
1. 上弦の月※
作詞：夏野芹子・TSUKASA、作曲：TSUKASA、編曲：椎名KAT太
  - 17thシングルカップリング
2. GOOD ENOUGH
作詞・作曲：オオヤギヒロオ、編曲：家原正樹
  - 7thアルバム「seVen」収録曲
3. MAGMA
作詞：六ツ見純代、作曲：渡辺和紀、編曲：久米康隆
  - 7thアルバム収録曲
4. 特別な夜は平凡な夜の次に来る
作詞：久保田洋司、作曲：森元康介、編曲：h-wonder
  - 8thアルバム「∞ INFINITY 〜LOVE & LIFE〜」収録曲
5. Brand-New World※
作詞：MIZUE、作曲：オオヤギヒロオ、編曲：家原正樹　
  - 26thシングルカップリング
6. BREAKTHROUGH※ - Coming Century
作詞：六ツ見純代、作曲：森元康介、編曲：DREAMFIELD
  - 27thシングルカップリング
7. INNOCENCE※ - 20th Century
作詞：小幡英之 作曲：石田匠、編曲：久米康隆
  - 28thシングル通常盤カップリング
8. それぞれの空
作詞：田形美喜子、作曲・編曲：HIKARI
  - 9thアルバム「musicmind」収録曲
9. A・SA・YA・KE
作詞：小幡英之、作曲・編曲：近藤昭雄
  - 7thアルバム収録曲
10. ラヴ・シエスタ
作詞：六ツ見純代、作曲：浅田直、編曲：鈴木雅也
  - 8thアルバム収録曲
11. Hard Luck Hero
作詞：SABU、作曲・編曲：宮崎歩
  - 8thアルバム収録曲
12. Drivin'※
作詞：MIZUE、作曲：森元康介、編曲：COLDFEET
  - 27thシングル通常盤カップリング
13. 晴れ過ぎた空※
作詞・作曲・編曲：清水昭男
  - 27thシングルカップリング
14. Train
作詞・作曲・編曲：HIKARI
  - TBS系『学校へ行こう!MAX』テーマソング
15. タイムカプセル
作詞・作曲：森元康介、編曲：小幡英之・チダタカシ
  - フジテレビ系『VivaVivaV6』テーマソング

#### 生産限定盤A
1. 上弦の月
2. GOOD ENOUGH
3. MAGMA
4. 特別な夜は平凡な夜の次に来る
5. Brand-New World
6. BREAKTHROUGH
7. INNOCENCE
8. それぞれの空
9. days -tears of the world- - 20th Century
作詞・作曲・編曲：浅田直
  - 7thアルバム収録曲
10. ちぎれた翼 - 20th Century
作詞：MIZUE、作曲：中野雄太、編曲：鈴木雅也
  - ベストアルバム「Replay 〜Best of 20th Century〜」収録曲（20th Century）
11. 夏のメモリー - 20th Century
作詞：六ツ見純代、作曲：浅田直、編曲：石塚知生
  - 6thアルバム「Volume 6」収録曲
12. silver bells - Coming Century
作詞：MEYOU・笹本安詞、作曲・編曲：笹本安詞
  - 17thシングルカップリング
13. SHŌDŌ※※ - Coming Century
作詞・作曲・編曲：宮崎歩
  - 19thシングルの2曲目
14. 恋のシグナル - Coming Century
作詞・作曲：松任谷由実、編曲：古池孝浩
  - ベストアルバム「Best of Coming Century 〜Together〜」収録曲（Coming Century）
15. グッデイ!! -Very best Ⅱ-Ver.
編曲：genepool
  - 29thシングルのベストアルバムバージョン

#### 限定生産盤B
1. 上弦の月
2. GOOD ENOUGH
3. MAGMA
4. 特別な夜は平凡な夜の次に来る
5. Brand-New World
6. BREAKTHROUGH
7. INNOCENCE
8. それぞれの空
9. Over Drive - 長野博・森田剛
作詞・作曲・編曲：GENEPOOL
  - 6thアルバム収録曲
10. JUST YOU CAN MAKE ME HIGH - 坂本昌行・岡田准一
作詞・作曲・編曲：AKIRA
  - 6thアルバム収録曲
11. Top Checker - Coming Century feat.井ノ原快彦
作詞：浦塚勝人、作曲・編曲：笹本安詞
  - 6thアルバム収録曲
12. X, T, C beat - 20th Century feat.三宅健
作詞：比留間徹、作曲・編曲：大坪直樹
  - 6thアルバム収録曲
13. 君に会えない日も - 長野博・井ノ原快彦・岡田准一
作詞：MIZUE、作曲：森広隆、編曲：鈴木健治
  - 8thアルバム収録曲
14. UNLIMITED - 坂本昌行・森田剛・三宅健
作詞：Satomi、作曲・編曲：土肥真生
  - 8thアルバム収録曲
15. CHANGE THE WORLD -Very best II-Ver.
編曲：中村康就
  - 17thシングルの別ベストアルバムバージョン

### 応募特典DVD

#### 生産限定盤A「ミュージックステーション V6スペシャルDVD」
1. MUSIC FOR THE PEOPLE
2. MADE IN JAPAN
3. BEAT YOUR HEART
4. TAKE ME HIGHER
5. 愛なんだ
6. 本気がいっぱい
7. WAになっておどろう
8. GENERATION GAP
9. Be Yourself!
10. 翼になれ
11. over
12. Believe Your Smile
13. 自由であるために
14. 太陽のあたる場所
15. 野性の花
16. IN THE WIND
17. CHANGE THE WORLD
18. 愛のMelody
19. キセキのはじまり
20. 出せない手紙
21. Feel your breeze
22. メジルシの記憶
23. Darling
24. COSMIC RESCUE
25. ありがとうのうた
26. サンダーバード -your voice-
27. UTAO-UTAO
28. Orange
29. グッデイ!!

#### 生産限定盤B
1. それぞれの空 -DRAMA STORY CLIP-